# Srednjefrankovski dialekti
Osrednji ali srednji frankovski ( nemško mittelfränkische Dialekte, mittelfränkische Mundarten, mittelfränkische Mundart, Mittelfränkisch) se nanaša na naslednji kontinuum zahodnosrednjenemških narečij:
- Ripuarščina (govorjena v nemški zvezni državi Severno Porenje-Vestfalija, v vzhodni Belgiji in na jugovzhodnem koncu nizozemskega Limburga )
- Mozelski frankovski (v nemškem Porenju-Pfalškem in Posarju, v vzhodni Belgiji in francoski Loreni )
  - luksemburški (v Luksemburgu in sosednjih območjih Belgije in Francije)

Luksemburščina je pogosto vključena v mozelsko frankovščino, včasih pa se obravnava kot ločena skupina. nemško govoreča skupnost Belgije obsega tako ripuarsko kot mozelsko frankovsko narečje. Srednjefrankovska narečja so del kontinuuma, ki se razteza od nizkofrankovskega jezikovnega območja na severozahodu do renskih frankovskih narečij na jugovzhodu. Skupaj z limburščino ima osrednja frankovščina preprost tonski sistem, imenovan višinski naglas.
Osrednjefrankovskega jezikovnega območja ne smemo zamenjevati z bavarskim upravnim okrožjem Srednja Frankonija, kjer se govorijo vzhodnofrankovska narečja.
Srednjefrankovska narečja so za jezikoslovce še posebej zanimiva zaradi tonskih razlik med različnimi besedami, na primer (ripuarsko) zɛɪ (tonski naglas 1) "sito" proti zɛɪ (tonski naglas 2) "ona". 